# Kustskinken
Kustskinken (Emoia) zijn een geslacht van hagedissen uit de familie skinken. De soorten komen voor in zuidelijk Azië, Australië en Oceanië.

## Naam en indeling
De groep werd voor het eerst wetenschappelijk beschreven door John Edward Gray in 1845. Veel soorten behoorden eerder tot het niet langer erkende geslacht Mocoa en later tot Lygosoma.
Er zijn 77 verschillende soorten, inclusief de pas in 2012 wetenschappelijk beschreven soorten Emoia mokolahi en Emoia oriva. Van veel soorten zijn ondersoorten bekend die afwijken in uiterlijk en verspreidingsgebied.

## Uiterlijke kenmerken
Kustskinken hebben een typisch skinkachtig, langwerpig lichaam met gladde schubben en een lange staart. De voor- en achterpoten zijn goed ontwikkeld en hebben vijf vingers aan de voorpoten en vijf tenen aan de achterpoten.
De snuit is meestal langwerpig van vorm en dorsaal afgeplat. De oogleden zijn beweegbaar, in het onderste ooglid is een doorzichtig venster aanwezig zodat de skinken met gesloten ogen toch kunnen zien.

## Levenswijze
Alle soorten zijn terrestrisch en leven op de bodem, de skinken jagen overdag en schuilen 's nachts onder stenen en in de strooisellaag. Het voedsel bestaat uit kleine ongewervelden zoals insecten. Alle soorten zijn eierleggend; de vrouwtjes zetten per keer twee eieren af op de bodem.

## Verspreiding en habitat
Kustskinken komen voor in delen van het continent Australië en zijn daarnaast te vinden in grote delen van Zuidoost-Azië. De hagedissen komen voor in de landen Australië, Fiji, Filipijnen, Indonesië, Maleisië, Papoea-Nieuw-Guinea, de Salomonseilanden en Vietnam. Daarnaast hebben verschillende soorten zich verspreid naar eilanden in Oceanië, zoals de Carolinen, de Marshalleilanden, en eilanden behorend tot Micronesië. Vermoedelijk hebben de hagedissen zich op deze afgelegen eilanden gevestigd door mee te liften op drijvende planten.
Door de internationale natuurbeschermingsorganisatie IUCN is aan 65 soorten een beschermingsstatus toegewezen. De meeste soorten (40) worden beschouwd als 'veilig' (Least Concern of LC). Van negen soorten zijn onvoldoende gegevens bekend en deze skinken hebben de status 'onzeker' (Data Deficient of DD), en één soort wordt geclassificeerd als 'gevoelig' (Near Threatened of NT). Vier soorten worden gezien als 'kwetsbaar' (Vulnerable of VU), negen soorten als 'bedreigd' (Endangered of EN) en één soort (Emoia slevini) wordt gezien als 'ernstig bedreigd' (Critically Endangered of CR).
De kustskink Emoia nativitatis ten slotte wordt beschouwd als uitgestorven. Exemplaren van deze soort kwamen ooit in groten getale voor op Christmaseiland maar zijn voor het laatst in het wild gezien in 2010 en in 2014 stierf het laatst bekende exemplaar in gevangenschap.

## Soorten
Het geslacht omvat de volgende soorten, met de auteur(s) en het verspreidingsgebied.
| Naam                              | Auteur                                | Verspreidingsgebied                                                                            |
| --------------------------------- | ------------------------------------- | ---------------------------------------------------------------------------------------------- |
| Emoia adspersa                    | Steindachner, 1870                    | Samoa, Tuvalu, Tokelau, Tonga, Fiji                                                            |
| Emoia aenea                       | Brown & Parker, 1985                  | Papoea-Nieuw-Guinea, Indonesië (Irian Jaya)                                                    |
| Emoia aneityumensis               | Medway, 1974                          | Vanuatu                                                                                        |
| Emoia arnoensis                   | Brown & Marshall, 1953                | Carolinen, Marshalleilanden, Nauru, Micronesië                                                 |
| Emoia atrocostata                 | Lesson, 1830                          | Australië en delen van zuidelijk Azië                                                          |
| Emoia aurulenta                   | Brown & Parker, 1985                  | Papoea-Nieuw-Guinea                                                                            |
| Emoia battersbyi                  | Procter, 1923                         | Papoea-Nieuw-Guinea, Indonesië (Irian Jaya)                                                    |
| Emoia baudini                     | Duméril & Bibron, 1839                | Indonesië                                                                                      |
| Emoia bismarckensis               | Brown, 1983                           | Bismarck-archipel, Papoea-Nieuw-Guinea                                                         |
| Emoia boettgeri                   | Sternfeld, 1918                       | Carolinen, Marshalleilanden, Micronesië                                                        |
| Emoia bogerti                     | Brown, 1953                           | Indonesië (Irian Jaya)                                                                         |
| Emoia brongersmai                 | Brown, 1991                           | Indonesië (Irian Jaya), Papoea-Nieuw-Guinea                                                    |
| Emoia caeruleocauda               | De Vis, 1892                          | Filipijnen, Indonesië, Maleisië, Nieuw-Caledonië, verschillende eilandgroepen zoals Micronesië |
| Emoia callisticta                 | Peters & Doria, 1878                  | Indonesië (Irian Jaya)                                                                         |
| Emoia campbelli                   | Brown & Gibbons, 1986                 | Fiji                                                                                           |
| Emoia coggeri                     | Brown, 1991                           | Papoea-Nieuw-Guinea                                                                            |
| Emoia concolor                    | Duméril, 1851                         | Fiji                                                                                           |
| Carolinaskink (Emoia cyanogaster) | Lesson, 1830                          | Papoea-Nieuw-Guinea, verschillende eilandgroepen in zuidelijk Azië                             |
| Emoia cyanura                     | Lesson, 1826                          | Fiji, Indonesië, Papoea-Nieuw-Guinea, verschillende eilandgroepen in zuidelijk Azië            |
| Emoia cyclops                     | Brown, 1991                           | Indonesië (Irian Jaya, Nieuw-Guinea)                                                           |
| Emoia digul                       | Brown, 1991                           | Indonesië (Irian Jaya)                                                                         |
| Emoia erronan                     | Brown, 1991                           | Vanuatu                                                                                        |
| Emoia flavigularis                | Schmidt, 1932                         | Papoea-Nieuw-Guinea, Salomonseilanden                                                          |
| Emoia guttata                     | Brown & Allison, 1986                 | Papoea-Nieuw-Guinea                                                                            |
| Emoia impar                       | Werner, 1898                          | Fiji en vele omliggende eilanden, Verenigde Staten (Hawaï, geïntroduceerd)                     |
| Emoia irianensis                  | Brown, 1991                           | Indonesië (Irian Jaya)                                                                         |
| Emoia isolata                     | Brown, 1991                           | Salomonseilanden                                                                               |
| Emoia jakati                      | Kopstein, 1926                        | Indonesië en verschillende omliggende eilanden                                                 |
| Emoia jamur                       | Brown, 1991                           | Indonesië (Irian Jaya)                                                                         |
| Emoia kitcheneri                  | How, Durrant, Smith & Saleh, 1998     | Indonesië (Sumba)                                                                              |
| Emoia klossi                      | Boulenger, 1914                       | Indonesië (Irian Jaya), Papoea-Nieuw-Guinea                                                    |
| Emoia kordoana                    | Meyer, 1874                           | Indonesië (Irian Jaya), Papoea-Nieuw-Guinea en verschillende omliggende eilanden               |
| Emoia kuekenthali                 | Boettger, 1895                        | Indonesië, Papoea-Nieuw-Guinea (Bismarck-archipel)                                             |
| Emoia laobaoense                  | Bourret, 1937                         | Vietnam                                                                                        |
| Emoia lawesi                      | Günther, 1874                         | Niue, Samoa, Tonga                                                                             |
| Emoia longicauda                  | Macleay, 1877                         | Australië (Queensland), Papoea-Nieuw-Guinea (Bismarck-archipel), Indonesië (Irian Jaya         |
| Emoia loveridgei                  | Brown, 1953                           | Indonesië (Irian Jaya), Papoea-Nieuw-Guinea                                                    |
| Emoia loyaltiensis                | Roux, 1913                            | Loyaliteitseilanden                                                                            |
| Emoia maculata                    | Brown, 1954                           | Salomonseilanden                                                                               |
| Emoia maxima                      | Brown, 1953                           | Indonesië (Irian Jaya), Papoea-Nieuw-Guinea                                                    |
| Emoia mivarti                     | Boulenger, 1887                       | Admiraliteitseilanden, Irian Jaya, Bismarck-archipel                                           |
| Emoia mokolahi                    | Zug, Ineich, Pregill & Hamilton, 2012 | Tonga                                                                                          |
| Emoia mokosariniveikau            | Zug & Ineich, 1995                    | Fiji                                                                                           |
| Emoia montana                     | Brown, 1991                           | Papoea-Nieuw-Guinea                                                                            |
| Emoia nativittatis                | Boulenger, 1887                       | Christmaseiland                                                                                |
| Emoia nigra                       | Jacquinot & Guichenot, 1853           | Salomonseilanden, Vanuatu, Fiji, Tonga Samoa, Loh, Tegua, Hiw, Papoea-Nieuw-Guinea, Vanuatu    |
| Emoia nigromarginata              | Roux, 1913                            | Vanuatu                                                                                        |
| Emoia obscura                     | De Jong, 1927                         | Indonesië (Irian Jaya), Papoea-Nieuw-Guinea                                                    |
| Emoia oribata                     | Brown, 1953                           | Indonesië (Irian Jaya), Papoea-Nieuw-Guinea                                                    |
| Emoia oriva                       | Zug, 2012                             | Fiji                                                                                           |
| Emoia pallidiceps                 | De Vis, 1890                          | Indonesië (Irian Jaya), Papoea-Nieuw-Guinea, Bismarck-archipel                                 |
| Emoia paniai                      | Brown, 1991                           | Indonesië (Irian Jaya)                                                                         |
| Emoia parkeri                     | Brown, Pernetta & Watling, 1980       | Fiji                                                                                           |
| Emoia physicae                    | Duméril & Bibron, 1839                | Papoea-Nieuw-Guinea                                                                            |
| Emoia physicina                   | Duméril & Bibron, 1839                | Indonesië (Irian Jaya), Papoea-Nieuw-Guinea                                                    |
| Emoia ponapea                     | Kiester, 1982                         | Carolinen, Micronesië                                                                          |
| Emoia popei                       | Brown, 1953                           | Papoea-Nieuw-Guinea                                                                            |
| Emoia pseudocyanura               | Brown, 1991                           | Papoea-Nieuw-Guinea, Salomonseilanden                                                          |
| Emoia pseudopallidiceps           | Brown, 1991                           | Indonesië (Irian Jaya), Papoea-Nieuw-Guinea                                                    |
| Emoia reimschiisseli              | Tanner, 1950                          | Indonesië                                                                                      |
| Emoia rennellensis                | Brown, 1991                           | Salomonseilanden                                                                               |
| Emoia ruficauda                   | Taylor, 1915                          | Filipijnen, mogelijk Indonesië                                                                 |
| Emoia rufilabialis                | McCoy & Webber, 1984                  | Salomonseilanden                                                                               |
| Emoia samoensis                   | Duméril, 1851                         | Samoa, Cookeilanden                                                                            |
| Emoia sanfordi                    | Schmidt & Burt, 1930                  | Vanuatu                                                                                        |
| Emoia schmidti                    | Brown, 1954                           | Salomonseilanden                                                                               |
| Emoia similis                     | Dunn, 1927                            | Indonesië                                                                                      |
| Emoia slevini                     | Brown & Falanruw, 1972                | Marianen                                                                                       |
| Emoia sorex                       | Boettger, 1895                        | Indonesië                                                                                      |
| Emoia submetallica                | Macleay, 1877                         | Papoea-Nieuw-Guinea                                                                            |
| Emoia taumakoensis                | McCoy & Webber, 1984                  | Salomonseilanden                                                                               |
| Emoia tetrataenia                 | Boulenger, 1895                       | Indonesië (Irian Jaya), Papoea-Nieuw-Guinea                                                    |
| Emoia tongana                     | Werner, 1899                          | Samoa                                                                                          |
| Emoia tropidolepis                | Boulenger, 1914                       | Indonesië (Irian Jaya), Papoea-Nieuw-Guinea                                                    |
| Emoia trossula                    | Brown & Gibbons, 1986                 | Fiji                                                                                           |
| Emoia tuitarere                   | Zug, Hamilton & Austin, 2012          | Cookeilanden                                                                                   |
| Emoia veracunda                   | Brown, 1953                           | Indonesië (Irian Jaya), Papoea-Nieuw-Guinea                                                    |